# Centre d'Esports Sabadell Futbol Club
Centre d´Sports Sabadell Futbol Club é um clube de futebol espanhol, sediado na cidade de Sabadell, na Catalunha. Disputa atualmente a Primera División RFEF (terceira divisão do futebol nacional).
Fundado em 1903, realiza seus jogos no estádio Nova Creu Alta, com capacidade para 11.988 torcedores. É presidido por Esteve Calzada e suas cores são azul e branco. Entre os clubes da Catalunha, é o terceiro colocado, ficando atrás de Barcelona e Espanyol, enquanto no ranking geral ocupa o 28º lugar. Sua maior rivalidade é com o Terrassa. com quem faz o Dérbi do Vallès Occidental.

## História
O Sabadell jogou 14 edições de La Liga, tendo um quarto lugar em 1968–69 como melhor resultado, além de ter participado 55 vezes da Copa del Rey, tendo ficado com o vice-campeonato em 1934–35, sendo derrotado pelo Sevilla por 3 a 0.  Os Arlequinats jogaram ainda uma edição da Taça das Cidades com Feiras, em 1969–70, quando caíram frente ao Club Brugge (Bélgica) ainda na primeira fase.
Em agosto de 2019, o clube anunciou um acordo feito com um grupo de investidores que alcançaria o controle majoritário por meio de injeções periódicas de capital durante 3 anos para garantir a estabilidade financeira. Em julho de 2020, obteve o acesso à Segunda Divisão Espanhola ao derrotar o lBarcelona B no playoff por 2 a 0.

## Titulos
Campeonato Espanhol - 2ª Divisão: 2

## Uniforme
- Uniforme titular: Camisa axadrezada em azul e branco, calção azul e meias azuis;
- Uniforme reserva: Camisa axadrezada em vermelho e branco, calção vermelho e meias vermelhas;
- Terceiro uniforme: Camisa preta com uma cruz cor-de-rosa e gola da mesma cor, calção preto e meias pretas.

## Elenco
15 de março de 2022

Nota: Bandeiras indicam equipe nacional, conforme definido pelas regras de elegibilidade da FIFA. Os jogadores podem ter mais de uma nacionalidade não-FIFA.
| N.º |           | Posição | Jogador                    |
| --- | --------- | ------- | -------------------------- |
| 1   | Espanha   | G       | Emilio Bernad              |
| 2   | Senegal   | D       | Lamine Gassama             |
| 3   | Espanha   | D       | Teo Quintero               |
| 4   | Espanha   | D       | Aleix Coch (capitão)       |
| 5   | Argentina | M       | Facundo García             |
| 6   | Espanha   | D       | Guillem Molina             |
| 7   | Espanha   | A       | Jacobo González            |
| 8   | Espanha   | M       | Ramón Folch                |
| 9   | Espanha   | A       | Dopi                       |
| 10  | Espanha   | M       | Xavi Boniquet              |
| 11  | Espanha   | A       | Néstor Querol              |
| 12  | Espanha   | D       | Óscar Rubio (vice-capitão) |

| N.º |          | Posição | Jogador         |
| --- | -------- | ------- | --------------- |
| 13  | Espanha  | G       | Enrique Royo    |
| 14  | Marrocos | A       | Moha Ezzarfani  |
| 15  | Espanha  | D       | César Morgado   |
| 16  | Espanha  | M       | Sergio Aguza    |
| 17  | Espanha  | A       | Alfred Planas   |
| 18  | Espanha  | D       | Diego Caballo   |
| 19  | Espanha  | A       | Kaxe            |
| 20  | Espanha  | D       | Iago Indias     |
| 21  | Espanha  | M       | Aarón Rey       |
| 22  | Espanha  | D       | Joseba Muguruza |
| 23  | Espanha  | D       | Dani Sánchez    |